# 黒田弘行
黒田 弘行（くろだ ひろゆき、1934年7月1日 - ）は、日本の小学校理科教師、科学読物作家。

## 略歴
岡山県出身。東京学芸大学卒業。中野区立桃丘小学校などで、小学校教師として理科、特に生物を教える。
1987年「サバンナをつくる生きものたち」で日本科学読物賞受賞。

## 著書
- 『初等生物教育入門』国土社 1967年
- 『生物をどう教えるか』新生出版 1979年
- 『理科どう教えるか 12 電気と磁石』新生出版 1980年
- 『理科どう教えるか 3 飼育栽培』新生出版 1983年
- 『アフリカゾウ』 (すばらしき動物)木村しゅうじえ. いちい書房 1984年
- 『生きていく野生動物』全6巻　大日本図書
  1. サバンナの王ライオン（1985年）
  2. アフリカゾウの世界（1985年）
  3. 草原のハンター（1986年）
  4. 草に生きる動物たち（1986年）
  5. 木に生きる動物たち（1986年）
  6. サバンナをつくる生きものたち（1986年）
- 『アフリカの動物たち』写真・文、ユズ編集工房 編、農山漁村文化協会 1988年
  - スピードで生きるチーター
  - 爪と牙で生きるライオン
  - 群れで生きるブチハイエナ
  - 食いわけで生きるシマウマたち
  - 鼻で生きるアフリカゾウ
- 『サバンナと野生動物』労働旬報社（青春ライブラリー シリーズ自然と科学） 1990年
- 『からだの歴史 ヒトはどのようにしてヒトになったか』（イラスト読本） 農山漁村文化協会 1990年
- 『食の歴史 動物もヒトも食べることで自然をつくる』（イラスト読本） 農山漁村文化協会 1991年
- 『性の歴史 生物として、動物として、人として』（イラスト読本） 農山漁村文化協会 1992年
- 『きみのからだが進化論』全5巻 文・図、下谷二助絵、農山漁村文化協会 1994年
- 『アフリカの野生動物誌』（たんぽぽブックス） 労働旬報社 1997年
- 『食って食われて生きる動物たち』（写真で見るたくましいアフリカの野生動物たち） 星の環会 2004年
- 『自然を共有して生きる動物たち』（写真で見るたくましいアフリカの野生動物たち） 星の環会 2004年

### 共編著
- 『理科わたしならこうする1年』編、国土社 1974年
- 『人間は何からうまれたか 動物のくらしと進化』小原秀雄共著 ポプラ社 1981年
- 『わたしたちのクラブ活動 3 理科クラブ、パソコンクラブ』池田博共著 ポプラ社 1989年
- 『滅びゆくアフリカの大自然 絶滅寸前の野生動物とわたしたちの生き方』（21世紀知的好奇心探求読本） 黒田睦美共著 ポプラ社 2000年

## 論文
- <黒田弘行